# Rhene triapophyses
Rhene triapophyses är en spindelart som beskrevs av Peng X. 1995. Rhene triapophyses ingår i släktet Rhene och familjen hoppspindlar. Inga underarter finns listade i Catalogue of Life.